# 斑吻棘鰍
斑吻棘鰍（学名：Macrognathus maculatus）為輻鰭魚綱合鰓目刺鰍亞目刺鰍科的其中一種，分布於亞洲柬埔寨、越南至馬來西亞的淡水流域，體長可達28公分，棲息在酸性水質、落葉底層的森林溪流，屬肉食性，以蠕蟲、昆蟲幼蟲及甲殼類等為食，可作為觀賞魚。
其种加词“maculatus”意为“有斑点、斑块、斑纹的”。